# Wellington, Missouri
Wellington är en ort i Lafayette County i delstaten Missouri, USA.